# Synagoga w Dubosarach
Synagoga w Dubosarach – żydowska bóżnica działająca w mołdawskim mieście Dubosary przy ul. Łomonosowa 197.
Została zbudowana w II połowie XIX wieku jako jednopiętrowy budynek. Do 1933 roku była jedną z sześciu bóżnic żydowskich w mieście. Obecnie gmach jest wykorzystywany jako biuro dubosarskich zakładów elektrycznych.